# 列治文鎮區 (密歇根州奧西歐拉縣)
列治文鎮區（英語：Richland Township）是位於美國密歇根州奧西歐拉縣的一個行政鎮區。

## 地方資料
列治文鎮區的面積為85.80平方千米，當中陸地面積為85.70平方千米，而水域面積為0.10平方千米。根據2020年美國人口普查的數據，當地共有人口1657人，而人口密度為每平方千米19.31人。